# La Campana
|  | Per a altres significats, vegeu «Campana (desambiguació)». |

La Campana és una localitat de la província de Sevilla, Andalusia, Espanya. L'any 2020 tenia 5.238 habitants. La seva extensió superficial és de 125 km² i té una densitat de 41,9 hab/km². Les seves coordenades geogràfiques són 37° 34′ N, 5° 25′ O. Està situada a una altitud de 134 metres i a 56 kilòmetres de la capital de la província, Sevilla.

## Geografia
La seva ubicación actual es troba sobre un prominent turó des del qual es divista quilòmetres de terres conreades. Las característiques generals de l'entorn es corresponen amb un paisatge d’un pendent suau on apareixen les edificacións blanques.
La localitat es troba entre les conques dels rierols Santa Marina (a l'est) i Gamonal (a l’oest) que aboquen les seves aigües al Guadalquivir.
La Campana constitueix un dels municipis integrats dins de la comarca de La Campiña. El terme municipal de la Campana té una superfície de 126,04 quilòmetres quadrats i limita amb els municipis de Fuentes de Andalucía, Carmona, Lora del Río i Palma del Río.

## Demografia
En els últims deu anys la població del municipi s'ha mantingut al voltant dels 5000 habitants segons l'INE:
| 2010 | 2011 | 2012 | 2013 | 2014 | 2015 | 2016 | 2017 | 2018 | 2019 | 2020 |
| ---- | ---- | ---- | ---- | ---- | ---- | ---- | ---- | ---- | ---- | ---- |
| 5507 | 5511 | 5514 | 5497 | 5451 | 5410 | 5399 | 5349 | 5281 | 5276 | 5238 |